# Імператор Ітідзьо
Імператор Ітідзьо́ (яп. 一条天皇, いちじょうてんのう, ітідзьо: тенно:; 15 липня 980 — 25 липня 1011) — 66-й Імператор Японії, синтоїстське божество. Роки правління: 31 липня 986 — 16 липня 1011. Єдиний син імператора Ен'ю та Фудзівара-но Сенсі, доньки канцлера Канеіе.

## Життєпис
В дитинстві отримав ім'я принц Ясухіто. 984 року призначено спадкоємцем трону. Став імператором, коли йому виповнилося шість років,сессьо  (регентом) при ньому був дід Фудзівара-но Канеіе, що помер 990 року, і тоді цю посаду обійняв його син — Фудзівара-но Мітікака. 993 року після оголошення імператора повнолітнім залишив посаду сессьо, але отримав посаду кампаку, зберігши повноту влади до 995 року, коли через хворобу пішов з посади, передавши її молодшому братові Фудзівара но Мітікане, але той раптово помер того ж року. Втім владу перебрав Фудзівара но Мітінаґа, що отримав посаду мідо-кампаку (палацовий радник).
999 року було видано «Тохоґентосірьо» (з 11 статей), що корегував діяльність знаті та священників. Включав три основні елементи нової системи в середньовіччі: «Святилищі та буддистські храми», «Зупинка на помилках» і «Суспільні справи». Його складовою був письмовий правовий кодекс «Сінсей» («Нова система для придворної знаті»), сформувавши тим самим кеґухо — правову систему, яка панувала в суспільстві придворної знаті до періоду Едо.
Сам імператор приділяв увагу літературі та музиці. З цієї причини високопоставлені придворні вважали за потрібне, щоб їхня донька влаштовувала культурні зустрічі з багатьма вправними поетесами. Особливо він захоплювався флейтою. Ічідзьо започаткував традицію щорічних імператорських паломництв до синтоїстських святилищ Касуга тайся, Охарано дзіндзя, Мацуноо тайся та Кітано Темманґу.
У 1000 році, під час пологів, помирає його перша дружина — Тейсі. Друга дружина, Сьосі, донька Мітінага Сьосі, народила майбутніх імператорів Ґо-Ітідзьо та Ґо-Судзаку. Ітідзьо планував оголосити сина — принца Ацуясу — спадкоємцем трону всупереч побажанню Фудзівара но Мітінаґи, але не наважився.
Помер у 32 роки, незадовго перед тим 1011 року зрікшись престолу на користь свого двоюрідного брата принца Окісади, що став відомий як імператор Сандзьо, і постригшись у монахи.